# Pierre Kwizera
Pierre Kwizera (ur. 16 kwietnia 1991 w Bużumburze) – burundyjski piłkarz grający na pozycji defensywnego pomocnika.

## Kariera klubowa
Swoją karierę piłkarską Kwizera rozpoczął w klubie Atlético Olympic FC. W 2008 roku zadebiutował w jego barwach w burundyjskiej pierwszej lidze. W sezonach 2009 i 2011/2012 został z nim wicemistrzem, a w sezonie 2010/2011 mistrzem Burundi. W latach 2012–2014 grał w iworyjskim Academie de Foot Amadou Diallo, z którym w 2012 roku został wicemistrzem kraju. W sezonie 2014/2015 był piłkarzem tanzańskiego Simba SC, a w latach 2015-2018 występował w rwandyjskim Rayon Sports FC. W sezonie 2015/2016 zdobył z nim Puchar Rwandy, a w sezonie 2016/2017 wywalczył mistrzostwo Rwandy. W sezonie 2018/2019 grał w omańskim Al-Orouba SC. W latach 2019–2021 był graczem rwandyjskiego AS Kigali FC. W sezonie 2020/2021 został z nim wicemistrzem Rwandy, a w sezonie 2021/2022 zdobył Puchar Rwandy. Wiosną 2022 grał ponownie w Rayon Sports FC.

## Kariera reprezentacyjna
W reprezentacji Burundi Kwizera zadebiutował 4 stycznia 2009 roku w zremisowanym 1:1 meczu CECAFA Cup 2008 z Zambią, rozegranym w Jinji. W 2019 roku został powołany do kadry do na Puchar Narodów Afryki 2019. Wystąpił w nim w jednym meczu grupowym, z Gwineą (0:2). Od 2009 do 2019 rozegrał w kadrze narodowej 45 meczów i strzelił 3 gole.